# شهرک گالاها
شهرک گالاها (به لاتین: Galaha Town) یک منطقهٔ مسکونی در سری‌لانکا است که در استان مرکزی (سری‌لانکا) واقع شده‌است.